# Axelle Vertommen
Axelle Vertommen (Antwerpen, 1992) is een Belgische interieurarchitect, meubelontwerper en praktijkassistent aan de Universiteit Antwerpen.

## Studies en loopbaan
Vertommen studeerde interieurarchitectuur aan de Universiteit  Antwerpen en vulde haar studies aan met een bachelor meubelontwerp aan Thomas More Mechelen.
Sinds 2016 werkt ze als freelance interieurarchitect en meubelontwerper bij verschillende bedrijven zoals Atelier Ternier, Æ Studio, Atelier Dialect en Studio Haver. Met interieurarchitect Dries Otten werkt ze samen aan interieurs, meubels, scenografieën en tentoonstellingen.
In de zomer van 2018 opende ze een tijdelijke winkel in Antwerpen. Hier toonde ze zowel haar eigen ontwerpen als die van collega-ontwerpers.
In 2021 werd Vertommen aangesteld als praktijkassistent ontwerpen bij de Faculteit Ontwerpwetenschappen aan de Universiteit Antwerpen. 

## Tentoonstellingen
Vertommen kreeg veel aandacht met haar ontwerp 'Gatorre', een krabpaal voor katten. In 2020 werd ze samen met textielontwerper Thomas Renwart uitgenodigd als 'Young Talent Guest of Honour' op de Contemporary Design Market van Flanders DC in Tour & Taxis te Brussel. Haar ontwerpen worden zowel in binnen- als buitenland geëxposeerd.